# Sanremo 2002 (singolo)
Sanremo 2002 è un singolo di Roberto Benigni pubblicato nel 2002.
Contiene la canzone Quanto t'ho amato, portata al festival di Sanremo di quell'anno in qualità di ospite speciale; benché la canzone fosse del 1992, essa venne acclamata come una delle migliori sentite a quel festival e convinse i produttori di Benigni a pubblicarla come singolo (e anche in un album raccolta dello stesso nome).

## Tracce
1. Quanto t'ho amato – 4:39
2. La banda del pinzimonio – 1:13